# Ahlem Elarbi
Ahlem Elarbi, née le 15 avril 1987, est une haltérophile tunisienne.

## Carrière
Ahlem Elarbi remporte la médaille d'argent à l'arraché, à l'épaulé-jeté et au total dans la catégorie des moins de 58 kg aux Jeux africains de 2007 à Alger.
Aux Jeux méditerranéens de 2009 à Pescara, elle est médaillée de bronze à l'arraché dans la catégorie des moins de 58 kg.